# Serie 0750 de CP
La Serie 0750 (0751-0766) fue un tipo de automotor, utilizado por la operadora Caminhos de Ferro Portugueses en los Ramales de Figueira da Foz, Lousã y Alfarelos, en Portugal.

## Historia

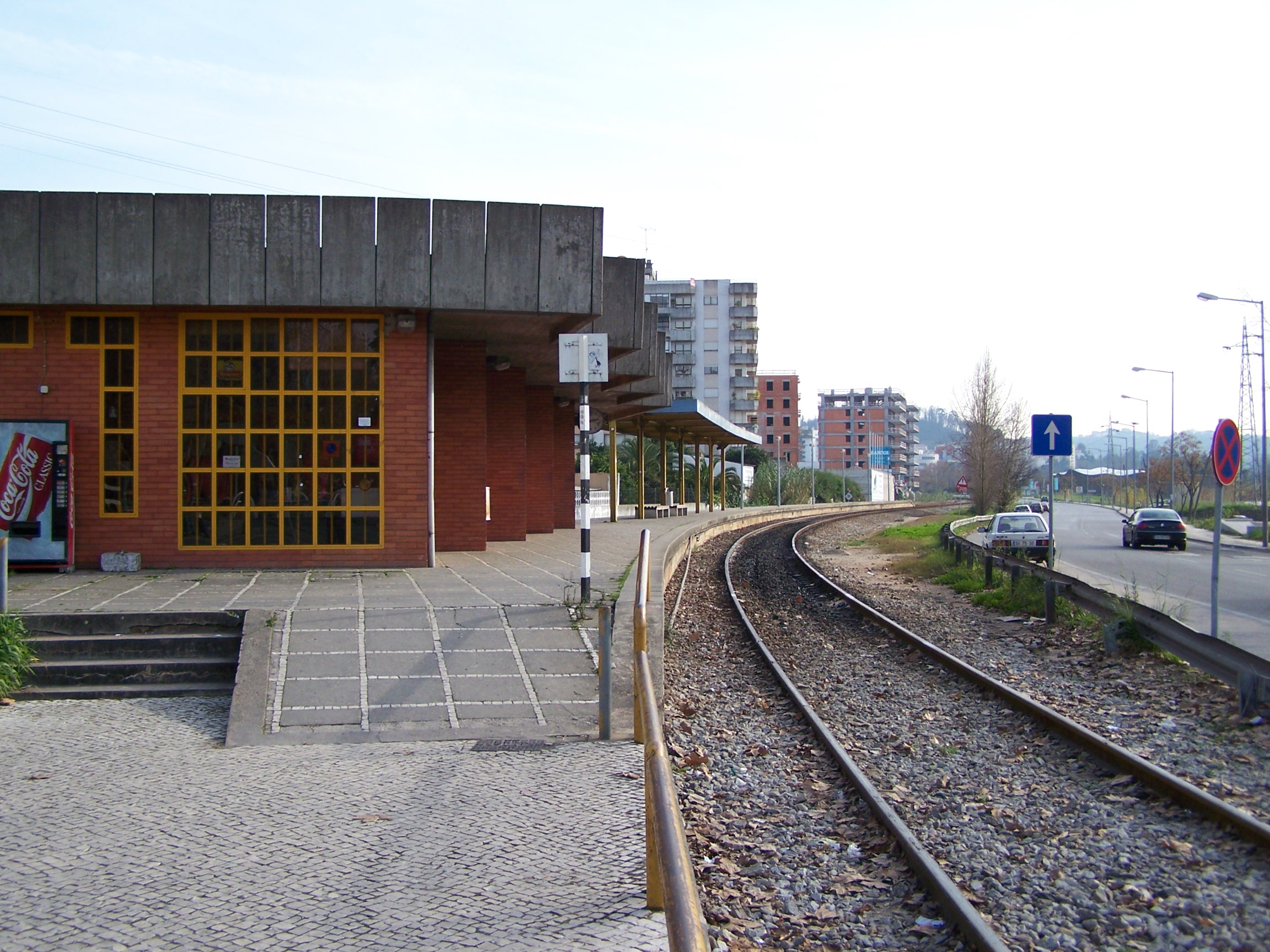
Estación de Coímbra-Parque, en el antiguo Ramal de Lousã.

Fueron construidas en 1966, por un consorcio de las empresas Waggonfabrik Uerdingen AG y Construcciones Españolas. Estuvieron al servicio de la Red Nacional de Ferrocarriles Españoles, hasta ser adquiridos por CP entre 1979 y 1980.

## Características
Esta serie estaba compuesta por 16 automotores, con la numeración 0751 a 0766; cuatro de estos vehículos, con los números 753, 758, 759 y 763, presentaban un compartimento para el correo, mientras que las 12 unidades restantes no disponían de esta característica.
Realizaron servicios en los Ramales de Alfarelos, Figueira da Foz, y Lousã.

## Ficha técnica
- Características de explotación
  - Año de entrada en servicio:1979-1980[1]
  - Número de unidades: 12[2]
- Datos generales
  - Fecha de construcción: 1966[1]
  - Constructor: Waggonfabrik Uerdingen AG y Construcciones Españolas[1]
  - Ancho: 1668 mm[2]